# Grave Encounters
Grave Encounters es una película canadiense de terror y falso documental rodada en un estilo metraje encontrado, en la que se registra con una cámara de vídeo en un punto de vista en primera persona. La película sigue al elenco de un ficticio programa de televisión de realidad paranormal que se encierra en un hospital psiquiátrico embrujado en busca de evidencias de actividad paranormal, lo que termina convirtiéndose en su episodio final. La película fue escrita y dirigida por The Vicious Brothers (Collin, Minihan, Ortiz y Stuart).
La película se estrenó el 22 de abril de 2011 en el Festival de Cine de Tribeca con opiniones favorables. Posteriormente se lanzó el 25 de agosto del mismo año en teatros selectos utilizando el Eventful Demand It y vídeo bajo demanda a través de Comcast. A pesar de recibir críticas mixtas, el filme ha recibido un objeto de culto y dio lugar a una secuela en 2012.

## Argumento
La película comienza entrevistando al productor Jerry Hartfield, especialista en Reality Shows, quien comenta un proyecto llamado "Grave Encounters" (en español "Encuentros paranormales"). Trata sobre un pionero que, al igual que en los típicos programas de investigaciones paranormales, van a lugares donde podrían existir esta clase de fenómenos, y cuya intención es grabarlo todo. El programa sólo consta de cinco capítulos plenamente realizados, los cuales nunca se publicaron. La película, en realidad, se trata de un sexto capítulo. Se tienen más de 72 horas de grabaciones, que podremos visualizar durante toda la película. En la parte final de la entrevista, Hartfield añade con un tono bastante serio que el material que se encuentra en dicha filmación no fue alterado de ninguna forma, es decir, que todo lo sucedido fue real.
El equipo está formado por Lance Preston (un actor con hambre de fama y reconocimiento); Sasha Parker (especialista en fenómenos paranormales); T. C. Gibson (el cámara oficial); Matt White (técnico del equipo) y Houston Gray, estrella invitada que interpreta a un espiritista. Irán directo al tenebroso y abandonado Hospital Psiquiátrico de Collingwood, uno de los lugares más embrujados del mundo y el que está catalogado por expertos como el hospital más embrujado de Norteamérica. Pasarán una noche entera explorándolo con el objetivo de confirmar si hay o no fantasmas que pueden estar atrapados. Obviamente se dedicarán a grabarlo todo, durante las llamadas “horas muertas” (en las que el tiempo transcurre entre la media noche y las cuatro de la mañana, lapso en el que las energías psíquicas, fantasmales y demoníacas se manifiestan con mayor fuerza).
El equipo comienza con entrevistas a los residentes cercanos. Primero a un historiador, quien revela que el hospital era en realidad un infierno en la tierra, donde la gente solía abandonar a los enfermos mentales a partir del siglo XIX, debido a que no se sabía mucho del tema y porque aquellos enfermos eran considerados un estorbo y una vergüenza en la familia; por lo tanto, dicho edificio era más un basurero humano que una institución médica. Eran maltratados de todas formas imaginables, padeciendo hambre, frío y enfermedades. Lo peor fue cuando llegó el nuevo director, el Dr. Arthur Friedkin. Se entretenía haciendo brutales y siniestros experimentos con los internos, haciendo múltiples lobotomías ilegales, hasta que un día los pacientes se hartaron de él, se amotinaron y lo asesinaron. Al día siguiente su cuerpo fue encontrado por una enfermera.
Luego, entrevistan al conserje del edificio, de nombre Kenny. Kenny le comenta al grupo que desde que cuida el edificio, siempre ha escuchado ruidos extraños que vienen del interior, y que todos los días cierra una ventana en una habitación del hospital, pero al día siguiente la encuentra abierta.
Al final del día, se encierran voluntariamente en el interior de Collingwood para pasar la noche. Kenny tiene el honor de colocar las cadenas que cerrarán el edificio en la entrada principal desde el exterior. Comienzan su investigación, poniendo un campamento en la sala principal justo en la entrada. Lance y su equipo tratan de establecer contacto con las entidades invisibles responsables de las actividades paranormales que ocurren en el sitio, y aunque son inicialmente sin éxito, finalmente son atormentados por fantasmas, que se vuelven cada vez más hostiles.
El equipo está cada vez más asustado por las presencias que se iban encontrando conforme exploraban el lugar, escapando de muchos espectros y fantasmas horrendos, hasta que finalmente deciden abandonar el lugar, sin éxito. Con media hora antes de que el vigilante del hospital llegue, el equipo comienza a empacar todo. Matt va a recuperar las cámaras, pero cuando iba a quitar la cámara de visión nocturna en la misma habitación en la que todas las noches una de las ventanas se abría sin motivo aparente, escuchó un ruido y fue a investigar de donde provenía. Los otros pasan las próximas horas en busca de Matt. TC, al buscarlo en la escaleras, es empujado por una entidad invisible hasta caer, donde luego Lance y Sasha lo levantan. TC, que estaba cada vez más desesperado, con la ayuda de Lance, derriba la puerta principal con una camilla para escapar, sólo para descubrir que los lleva a otro corredor, al igual que muchas otras puertas "de salida" que encuentran. Se dan cuenta de que aún es de noche afuera, cuando debería haber amanecido. Lance comprueba la hora, y su móvil marca las 13:00 de la tarde. Deciden descansar para recuperar fuerzas, pero mientras duermen, su único equipo de iluminación (un foco) es empujado hacia el suelo, rompiéndose, obra de los fantasmas. Tras esto, se llevan un susto de muerte. 
Lance va en busca de comida de su nevera, pero al abrirla, comprueba que está curiosamente infestada de gusanos completamente crecidos. TC argumenta, asqueado, que cierre la nevera por el olor desagradable que desprendía. Pero para su suerte aún conservaban varias botellas de agua.
Después de buscar más salidas, incluso tratando de escapar por el techo, el equipo descubre que la escalera termina tapiada misteriosamente con un sólido muro que bloquea la entrada a la planta superior. Se oyen gritos de alguien, pensando que es Matt. Entran en una habitación con una camilla de metal, que por sorpresa es movida y levantada violentamente, lo que aterroriza a todos. Deciden volver a dormir, pero poco después, Sasha siente que algo la está arañando con mucha fuerza y la ayudan a quitarse la camisa, para encontrar que tiene un mensaje inquietante tallado en su espalda diciendo "HELLO" (HOLA).
El equipo sigue en busca de Matt y alguna salida, cuando se encuentran con una chica que corre a otra habitación. Pensando que es Matt, van en su busca. Le hacen preguntas, pero se voltea hacia ellos y deforma su cara demoníaca a la vez que suelta un horrible grito. El grupo huye afectado por el pánico, pero Houston se separa de los demás y luego es agredido violentamente por una fuerza invisible que lo ahorca en el aire, lo lanza contra el techo y luego contra el suelo de cabeza, matándolo al instante. Mientras duermen, los tres se encuentran con pulseras colocadas con sus nombres en sus muñecas, idénticas a las que tenían los pacientes. Con el tiempo se encuentran con Matt, que lleva una bata de hospital y se ha vuelto loco, murmurando tonterías acerca de su trastorno psicológico aparente, y explicando que la única manera para que puedan escapar es mejorando su estado (Matt supone que ha sido lobotomizado y explica que la única salida es que ellos mejoren (mentalmente), suponiendo, con una lobotomización a manos de los doctores.
El equipo sigue siendo perseguido por el hospital por varios espectros. La tripulación huye de una habitación con horribles manos fantasmales que salen de las paredes y el techo, intentando atraparlos. Al entrar en una habitación, todos encuentran una bañera llena de sangre, y recuerdan la chica que el vigilante Kenny explicó que se suicidó en una bañera. A pesar de las súplicas de los demás, TC de acerca demasiado a la bañera y es atrapado por el espectro de la chica, que lo sumerge por completo en aquel montón de sangre. Aunque los demás voltean rápidamente la bañera y la vacían, TC desaparece sin dejar rastro. Matt se suicida saltando en un hueco del ascensor que Lance abrió con una palanca para escapar. Lance, mientras buscaba dicha palanca, descubre una habitación con un espantoso fantasma en el techo y todos son atacados por dicho fantasma calvo y sin lengua que trepa por las paredes. Lance y Sasha escapan del demonio y entran en los túneles en busca de otra salida. Sasha, que se había enfermado (con fiebre), desaparece en una densa neblina, que se aparece mientras ella y Lance duermen. Lance despierta de golpe al ver que no está, y trata de buscarla, sin éxito.
Aterrorizado y demente, Lance continúa a través de los túneles él solo, teniendo que matar y comer ratas para sobrevivir, hasta que encuentra una puerta que ve en su recorrido por el hospital, la cual lleva a la sala de operaciones del Dr. Friedkin. Allí, tratando de contener el miedo, entra en una habitación que contiene un altar con velas y un libro antiguo escrito en futhark, y encuentra también un cráneo humano, dibujos extraños y la estrella de cinco puntas pintada en el suelo, todo ello símbolo de un ritual demoníaco, demostrando que el Dr. Friedkin había utilizado magia negra en su práctica médica. En ese momento, los espectros de Friedkin y algunas enfermeras se encontraban haciendo una lobotomía, y Lance, presa del pánico, tropieza y hace ruido, llamando la atención de los espectros. Al voltear su cámara para ver qué ha tocado, se gira hacia al frente para encontrarse con el Dr. Friedkin, quien deforma monstruosamente su cara y suelta un rugido, y lo arrastra en medio de gritos a su camilla de operaciones. La cámara es derribada hacia una calavera y un libro que dice "Tratamiento medico para enfermedad mental". La pantalla se vuelve negra por un momento antes de mostrar a Lance tras haber sido lobotomizado, completamente demente y con un agujero manando sangre en la frente. Se despide diciendo: "Él [refiriéndose al Dr. Friedkin] ha dicho que estoy mejor, me puedo ir a casa. Para Grave Encounters, soy Lance Preston. Corte y final".

## Reparto
- Sean Rogerson es Lance Preston.
- Ashleigh Gryzko es Sasha Parker.
- Merwin Mondesir es T. C. Gibson
- Juan Riedinger es Matt White.
- Mackenzie Gray es Houston Gray.
- Ben Wilkinson es Jerry Hartfield.
- Bob Rathie es Kenny Sandoval.

## Crítica
Grave Encounters recibió críticas mixtas de los especialistas. Mientras que la prensa de Nueva York le concedió el "Scariest Film Since The Ring", otras críticas no fueron tan favorables. FleshEatingZipper escribió: «... Este hijo bastardo de The Blair Witch Project y House on Haunted Hill ofrece menos sustos que la combinación de ambos». El sitio web de calificación Rotten Tomatoes dio a la película una calificación mixta de 67%, mientras que de la audiencia tiene una aprobación del 49%. Asimismo a la de IMDb, en donde recibió 6,1 puntos de 10.
Considerándose también un plagio de la reconocida serie estadounidense Supernatural. Los críticos aseguran que el argumento de la película es exactamente el mismo que el del décimo episodio de la primera temporada de Supernatural, en donde ambos personajes abordan un hospital psiquiátrico, con acontecimientos que son iguales a "Grave Encounters".